# وروود
longitudeوروودlatitudeوروود
وروود (به انگلیسی: Verwood) یک شهرک در بریتانیا است که در انگلستان واقع شده‌است.

## خصوصیات
وروود ۱۴٬۸۲۰ نفر جمعیت دارد.

## خواهرخوانده
شهرهای Liederbach am Taunus و Champtoceaux خواهرخوانده‌های وروود هستند.